# 무이네

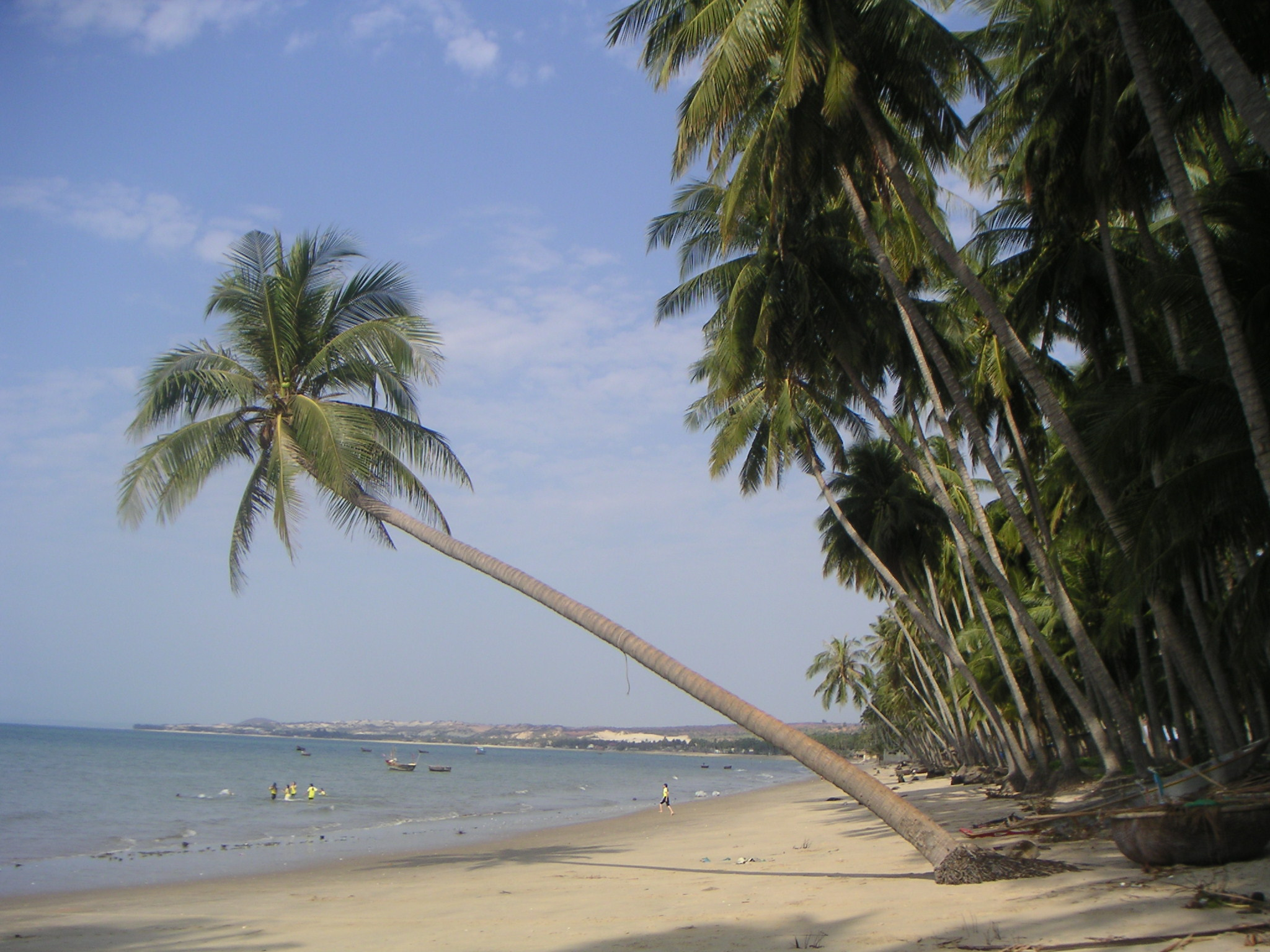
무이네 해변

무이네(베트남어: Mũi Né / 㙁你)는 베트남 남동부에 위치한 빈투언 성의 판티엣시의 방(坊)이다. 호찌민과 냐짱의 중간 지대에 위치한다.
무이네는 가인 해변과 수오이 누억 해변이 유명하다. 이 주변으로 1995년 리조트 단지로 개발되었으며 휴양 시설과 음식점, 카페 등이 들어서 있다. 가장 잘 개발된 지역은 함티엔 방 지역에 있는 랑 해변으로 외국인들에게는 무이네 해변으로 잘 알려져 있다. 이곳은 무이네의 서쪽으로 확장되어 있다. 강한 바닷 바람으로 인해 이 세 해변 모두에서 카이트서핑과 윈드서핑이 성행하고 있다.

## 지리
무이네는 호치민 시와 나짱 사이에 위치하고 있으며 아름다운 해변과 사구를 가지고 있다. 사막과 같이 붉은 모래 언덕과 여러 개의 호수와 사구 가운데로 바로 연결되는 습지가 있다. 이곳에서 에어벌룬을 탈 수 있으며, 해안선은 매우 작은 어촌 마을로 닿아있다. 1995년 이전 무이네는 어촌이었고 주된 경제적인 원천은 생선이었다. 1995년 경부터 관광지로 개발되었다.
주로 12월에서 5월까지 관광객이 몰린다. 평균 기온은 27℃로 겨울에 더 온화하다. 기온은 연중 대부분 고온 건조하다.

## 명소
- 흰 모래언덕(Doi Cat Vang) - 하얀 모래 사구
- 붉은 모래언덕 - 해안 근처의 붉은 모래 언덕, 밟는 촉감이 부드럽고 편안하며, 북쪽과 서쪽에는 해안 숲이 우거져 있다.
- 요정의 샘(Fairy Stream) -  황토색 협곡 사이로 작은 개울이 형성되어 황토색 시내를 이루고 있다. 드문드문 자라난  초목들이 그 사이로 자라나 있다. 작은 시내가 흐르는 곳을 따라 신발을 벗고 맨발로 걷기를 할 수 있는 곳이다.
- 포사노 탑(베트남어: Tháp Po Sah Inư / Tháp Po Shanu) - 판 티엣에서 706번 국도로 5km 떨어진 곳에 위치해 있다. 이 탑의 건축 양식은 이전 앙코르 시대의 크메르 문화에 크게 영향을 받았다.
- 어촌마을(Fishing Village) - 둥근 욕조처럼 생긴 전통어선 ‘퉁’을 이용해 어로 작업을 하는 전통 어촌 마을이다.
- 무이네 해변(Mũi Né Beach)

이외에도 각 호텔에서 운영하는 선라이즈 투어나 선셋 투어를 신청할 수 있다.

## 교통
무이네는 판티엣 시에서 약 20km, 호치민 시에서는 약 200km, 나짱에서 300km 정도 떨어져 있다. 무이네에서 나짱, 호치민 시까지 운행하는 버스는 많은 운수회사들에 의해 운영되고 있으며, 호치민에서 도착하는데 약 6시간이 소요된다. 30분에서 1시간 동안의 휴식과 식사 시간이 포함되어 있다. 각 버스마다 출발 시간이 다르고, 버스는 아침 7시 30분에서 저녁 9시 30분까지 사용할 수 있다. 각 버스 회사의 위치가 서로 다르며, 정차장 사이에 거리가 있다. 그러나 예약을 한 경우 숙박 시설에서 무료로 승차할 수 있다.

## 갤러리

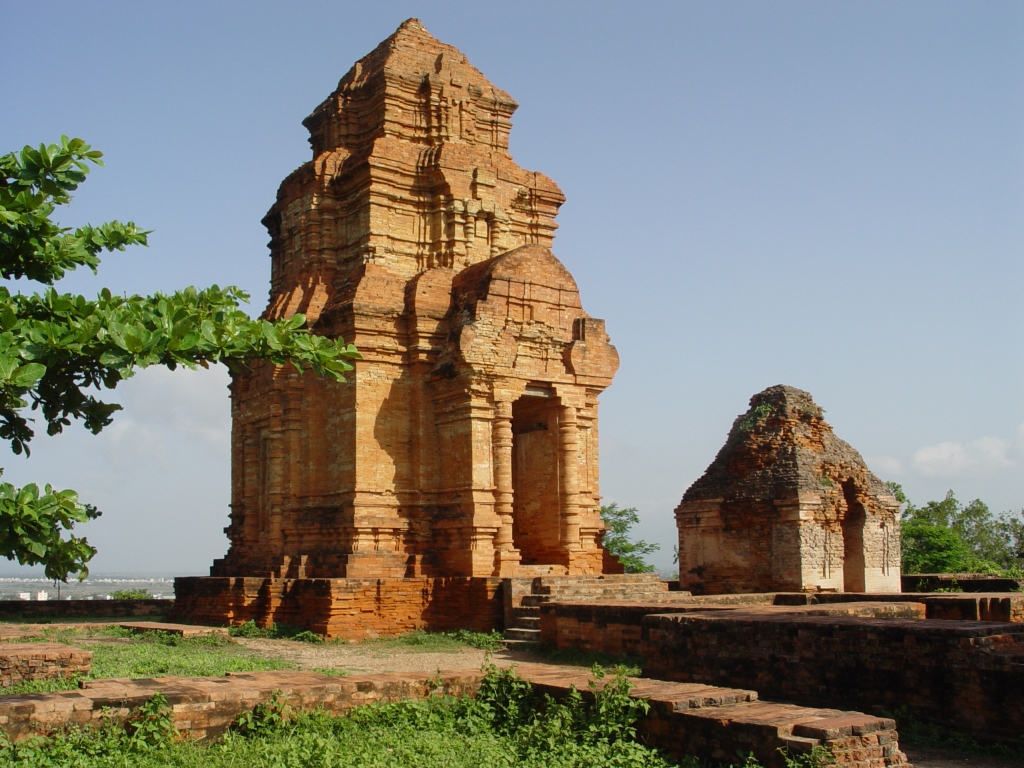
푸하이에 있는 참 족의 탑
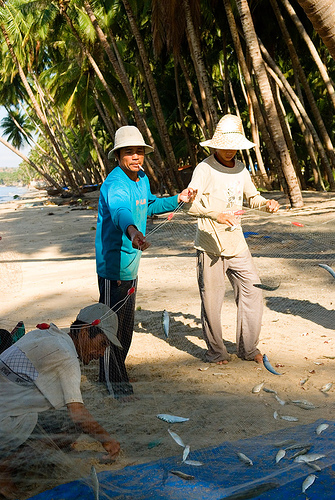
현지 어부
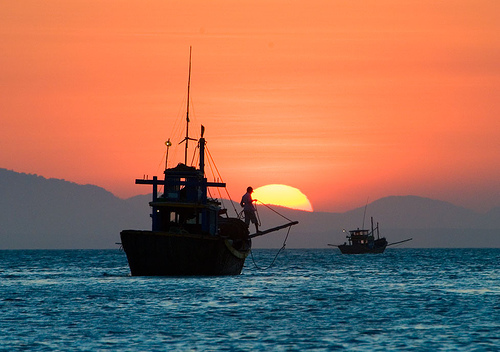
새벽에 출항하는 무이네 인근의 어선
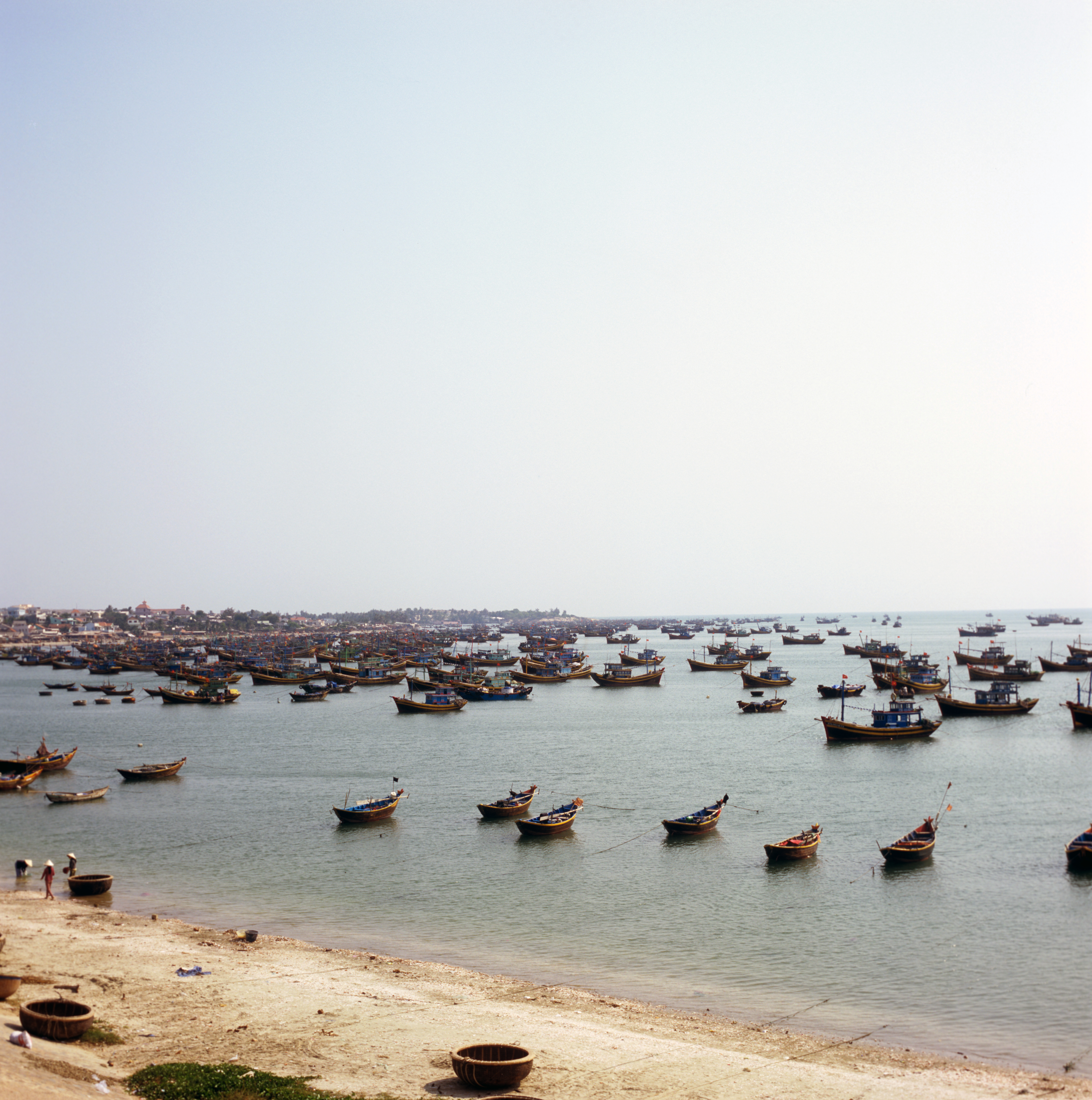
무이네 항과 어선
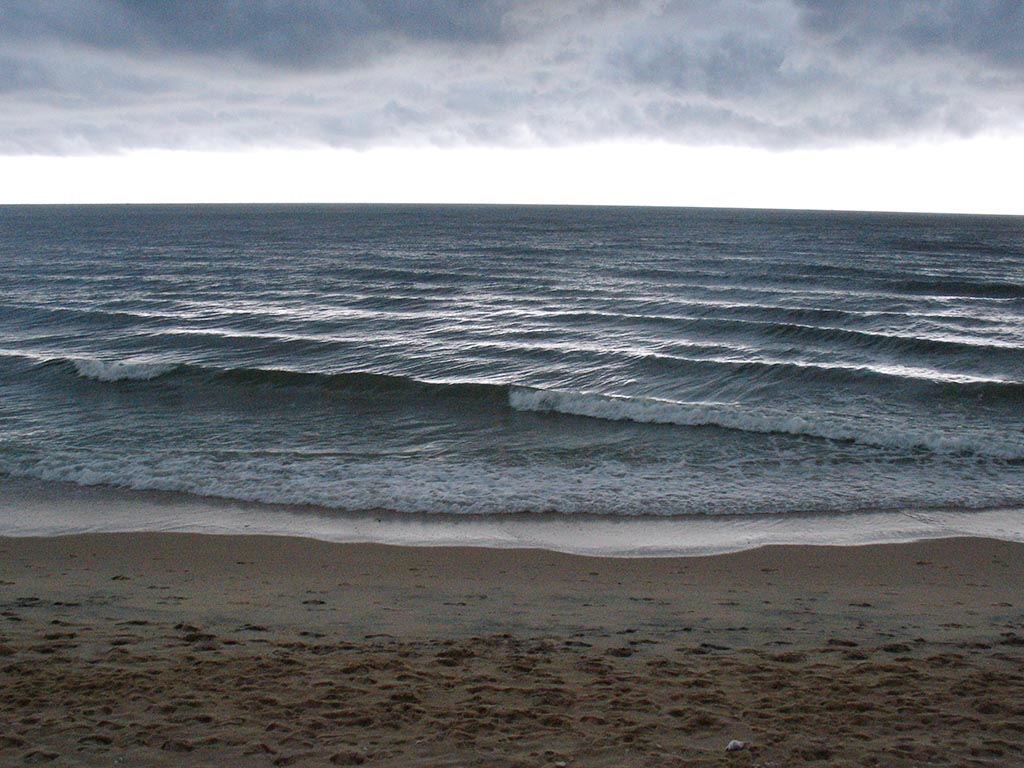
폭풍 전의 무이네의 바다
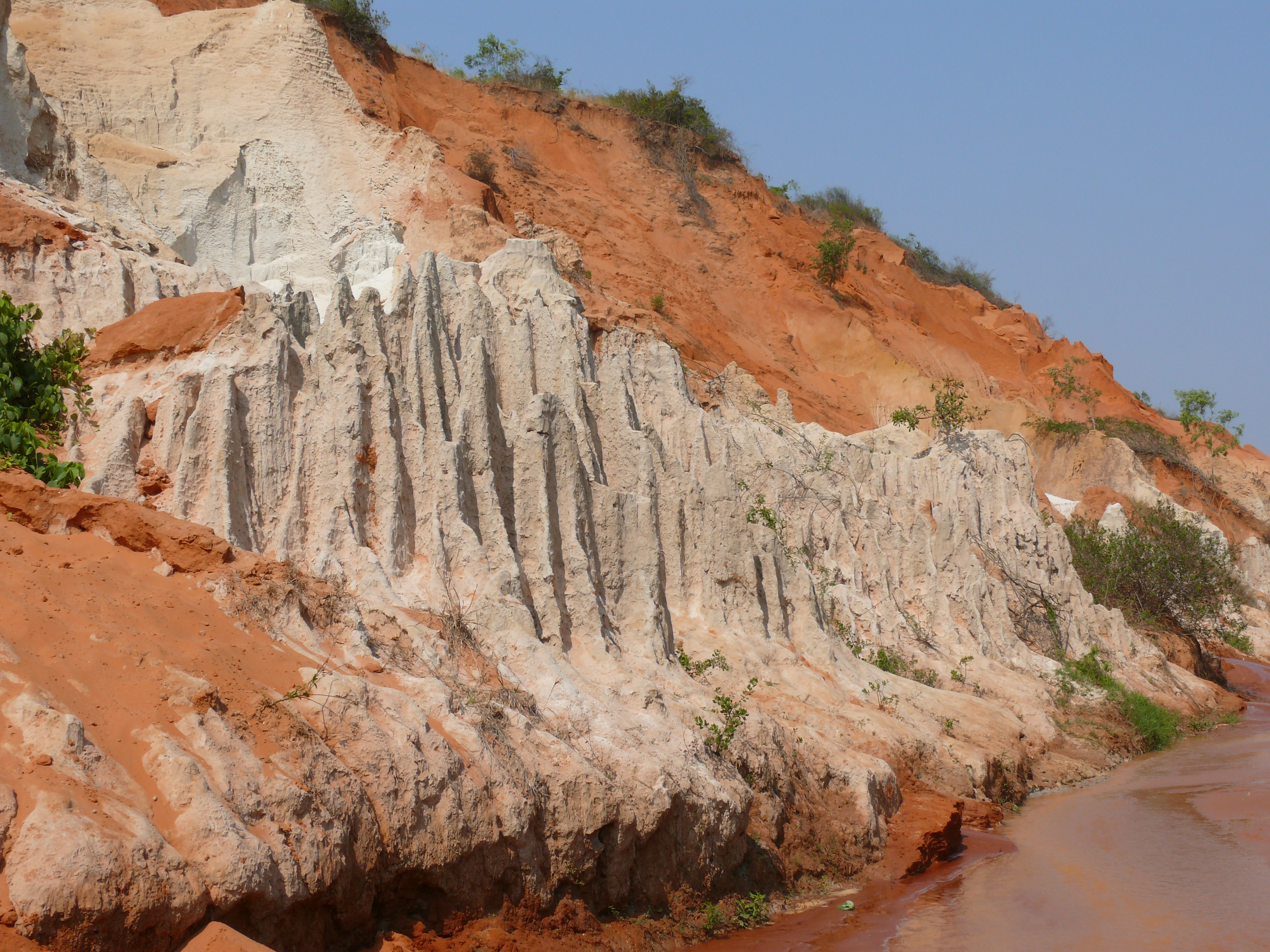
무이네의 아름다운 하천(요정의 샘)
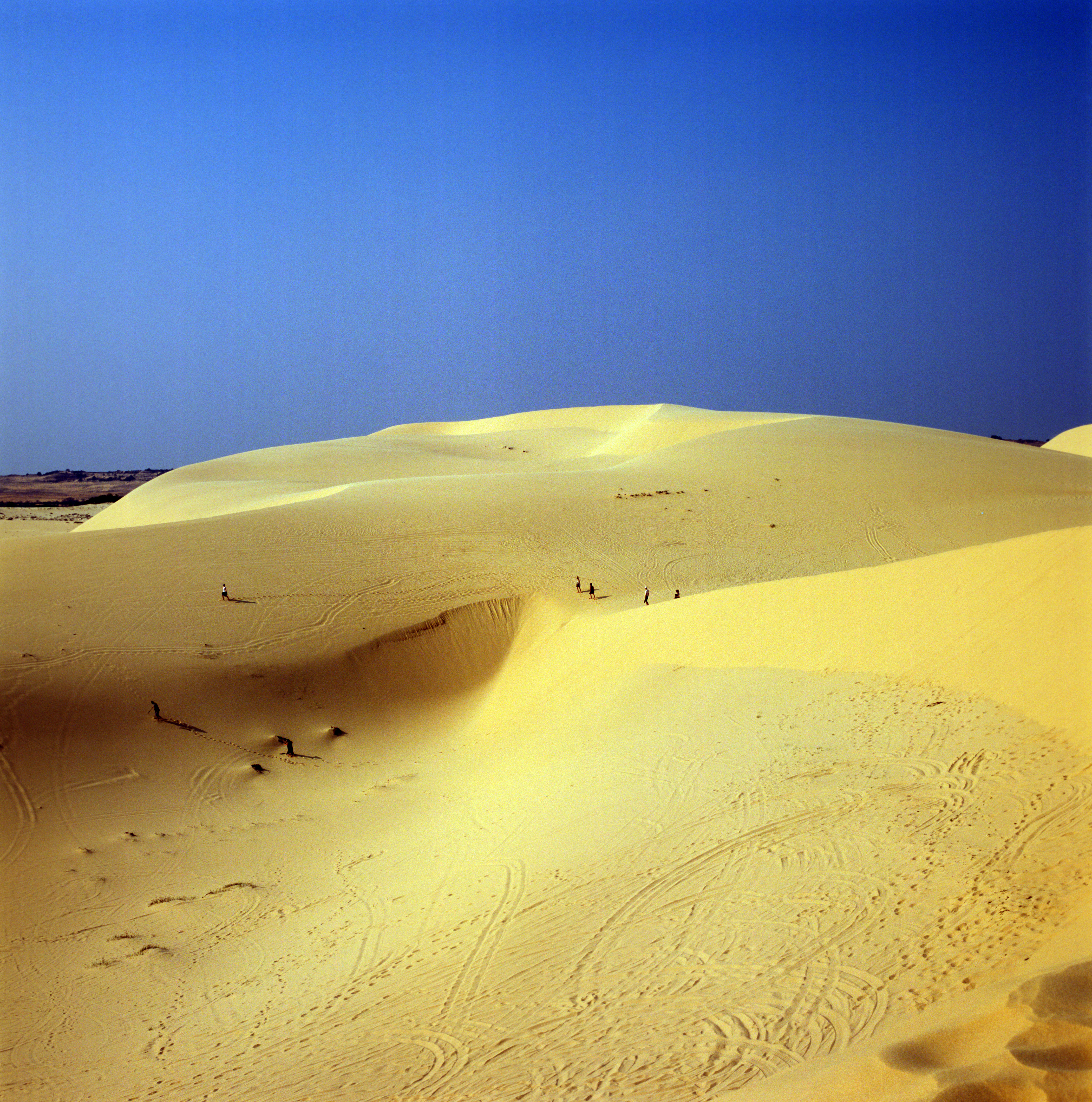
무이네 북쪽의 사구